# (6830) Johnbackus
(6830) Johnbackus est un astéroïde de la ceinture principale.

## Description
(6830) Johnbackus est un astéroïde de la ceinture principale. Il fut découvert le 5 mai 1991 à Kiyosato par Satoru Ōtomo et Osamu Muramatsu. Il présente une orbite caractérisée par un demi-grand axe de 3,17 UA, une excentricité de 0,14 et une inclinaison de 5,1° par rapport à l'écliptique.

## Compléments